# Witoormonarch
De witoormonarch (Carterornis leucotis, synoniem Monarcha leucotis) is zangvogel uit de familie Monarchidae (monarchen) die endemisch is in Australië. 

## Kenmerken
De witoormonarch lijkt op een verkleinde uitvoering van de Australische slijkekster. Het is een zwart-witte, vrij kleine vogel van 13,5 tot 14,5 cm lengte. De vogel is van boven zwart, met ronde witte vlekken om het oog en op de vleugels. De stuit is wit en er zitten witte plekken op de buitenste staartpennen.

## Verspreiding en leefgebied
De witoormonarch komt voor in Australië in het kustgebied van noordoostelijk Queensland tot noordoostelijk New South Wales. Het is een vogel van dicht regenwoud of gebieden langs de kust met struikgewas (scrubland) en op eilanden langs de kust. Binnen dit type leefgebied is het een redelijk algemene standvogel.

## Status
De witoormonarch heeft een ruim verspreidingsgebied en daardoor alleen al is de kans op uitsterven klein. De grootte van de populatie is niet gekwantificeerd. Er is aanleiding te veronderstellen dat de soort in aantal stabiel blijft. Om deze redenen staat de witoormonarch als niet bedreigd op de Rode Lijst van de IUCN.
- Video's uit Queensland, Australië